# Wildwasserrennsport-Weltmeisterschaften 2016
Die 30. Kanu-Wildwasserrennsport-Weltmeisterschaften fanden vom 1. bis 5. Juni 2016 statt. Sie wurden im bosnischen Banja Luka auf dem Vrbas ausgetragen. Erfolgreichste Nation war Tschechien. Zum ersten Mal wurden Wettbewerbe im Canadier-Zweier der Damen ausgetragen.

## Ergebnisse

### Classic
Die Classic-Wettbewerbe fanden am 2. und 3. Juni statt.

#### Einzelwettbewerbe

##### Einer-Kajak Männer
| Platz | Sportler                   | Land        | Zeit          |
| ----- | -------------------------- | ----------- | ------------- |
| 1     | Maxime Richard             | Belgien     | 13:24,88 Min. |
| 2     | Tobias Bong (Köln)         | Deutschland | 13:27,00 Min. |
| 3     | Remi Pete                  | Frankreich  | 13:28,01 Min. |
| -     | -                          | -           | -             |
| 5     | Andreas Heilinger (Köln)   | Deutschland | 13:35,84 Min. |
| 13    | Björn Beerschwenger (Köln) | Deutschland | 13:59,20 Min. |
| 39    | Yannic Lemmen (Düsseldorf) | Deutschland | 14:36,68 Min. |

##### Einer-Kajak Frauen
| Platz | Sportler                          | Land        | Zeit          |
| ----- | --------------------------------- | ----------- | ------------- |
| 1     | Manon Hostens                     | Frankreich  | 14:36,99 Min. |
| 2     | Alke Overbeck (Braunschweig)      | Deutschland | 14:48,06 Min. |
| 3     | Constanza Bonaccorsi              | Italien     | 14:48,51 Min. |
| -     | -                                 | -           | -             |
| 10    | Annika Gierenz (Köln)             | Deutschland | 15:15,32 Min. |
| 11    | Sabine Füsser (Augsburg/Siegburg) | Deutschland | 15:15,45 Min. |
| 16    | Jil-Sophie Eckert (Fulda/Hamburg) | Deutschland | 15:56,44 Min. |

##### Einer-Canadier Männer
| Platz | Sportler                      | Land        | Zeit          |
| ----- | ----------------------------- | ----------- | ------------- |
| 1     | Emil Milihram                 | Kroatien    | 14:57,56 Min. |
| 2     | Normen Weber (Augsburg/Brühl) | Deutschland | 15:03,10 Min. |
| 3     | Ondřej Rolenc                 | Tschechien  | 15:09,54 Min. |
| -     | -                             | -           | -             |
| 8     | Tim Heilinger (Köln)          | Deutschland | 15:30,26 Min. |
| 12    | Janosch Sülzer (Brühl)        | Deutschland | 15:42,52 Min. |

##### Einer-Canadier Frauen
| Platz | Sportler                | Land        | Zeit          |
| ----- | ----------------------- | ----------- | ------------- |
| 1     | Anezka Paloudova        | Tschechien  | 16:27,86 Min. |
| 2     | Martina Satková         | Tschechien  | 16:31,11 Min. |
| 3     | Sabine Eichenberger     | Schweiz     | 16:50,81 Min. |
| -     | -                       | -           | -             |
| 10    | Sabrina Barm (Augsburg) | Deutschland | 17:16,53 Min. |

##### Zweier-Canadier Männer
| Platz | Sportler                                     | Land        | Zeit          |
| ----- | -------------------------------------------- | ----------- | ------------- |
| 1     | T. Debray / L. Lapointe                      | Frankreich  | 14:50,97 Min. |
| 2     | Q. Dazeur / S. Santamaria                    | Frankreich  | 14:54,04 Min. |
| 3     | P. Znidarsic / L. Zganjar                    | Slowenien   | 14:58,34 Min. |
| -     | -                                            | -           | -             |
| 7     | Tobias Trzoska / Maik Schmitz (Bonn/Köln)    | Deutschland | 15:05,55 Min. |
| 8     | René Brücker / Normen Weber (Brühl/Augsburg) | Deutschland | 15:06,77 Min. |

##### Zweier-Canadier Frauen
| Platz | Sportler                   | Land       | Zeit          |
| ----- | -------------------------- | ---------- | ------------- |
| 1     | R. Valikova / T. Brozova   | Tschechien | 17:00,72 Min. |
| 2     | M. Ricciardi / V. Razzauti | Italien    | 17:06,87 Min. |
| 3     | B. Kortisova / K. Kopunova | Slowakei   | 17:15,82 Min. |

#### Teamwettbewerbe

##### Kajak-Einer Männer
| Platz | Land        | Sportler                                              | Zeit          |
| ----- | ----------- | ----------------------------------------------------- | ------------- |
| 1     | Deutschland | Tobias Bong / Björn Beerschwenger / Andreas Heilinger | 13:39,46 Min. |
| 2     | Slowenien   | Nejc Žnidarčič / Simon Oven / Anza Urankar            | 13:43,92 Min. |
| 3     | Belgien     | Maxime Richard / Bram Sikkens / Guy De Prins          | 13:56,15 Min. |

##### Kajak-Einer Frauen
| Platz | Land        | Sportler                                            | Zeit          |
| ----- | ----------- | --------------------------------------------------- | ------------- |
| 1     | Tschechien  | Anezka Paloudova / Tereza Brozova / Martina Satková | 14:55,96 Min. |
| 2     | Deutschland | Alke Overbeck / Sabine Füsser / Annika Gierenz      | 15:12,03 Min. |
| 3     | Frankreich  | Phenica Dupras / Marie Hostens / Claire Bren        | 15:22,90 Min. |

##### Einer-Canadier Männer
| Platz | Land        | Sportler                                              | Zeit          |
| ----- | ----------- | ----------------------------------------------------- | ------------- |
| 1     | Tschechien  | Ondřej Rolenc / Lukas Novosad / Vladimir Slanina      | 15:10,36 Min. |
| 2     | Deutschland | Tim Heilinger / Normen Weber / Janosch Sülzer         | 15:13,96 Min. |
| 3     | Frankreich  | Quentin Dazeur / Stéphane Santamaria / Louis Lapointe | 15:25,18 Min. |

##### Zweier-Canadier Männer
| Platz | Land        | Sportler                                                               | Zeit          |
| ----- | ----------- | ---------------------------------------------------------------------- | ------------- |
| 1     | Tschechien  | A. Haled/M. Novak / M. Rygel/P. Vesely / V. Kristek/F. Jelinek         | 14:58,53 Min. |
| 2     | Frankreich  | Q. Dazeur/S. Santamaria / L. Lapointe/T. Debray / A. Leduc/L. Zouggari | 15:09,02 Min. |
| 3     | Deutschland | R. Brücker/N. Weber / T. Trzoska/M. Schmitz / G. Simon/T. Heilinger    | 15:15,17 Min. |

### Sprint

#### Einzelwettbewerbe

##### Einer-Kajak Männer
| Platz | Land                       | Sportler    | Zeit       |
| ----- | -------------------------- | ----------- | ---------- |
| 1     | Maxime Richard             | Belgien     | 52,63 Sek. |
| 2     | Paul Graton                | Frankreich  | 53,94 Sek. |
| 3     | Vid Debeljak               | Slowenien   | 54,10 Sek. |
| -     | -                          | -           | -          |
| 5     | Björn Beerschwenger (Köln) | Deutschland | 54,34 Sek. |
| 9     | Tobias Bong (Köln)         | Deutschland | 55,11 Sek. |
| 10    | Yannic Lemmen (Düsseldorf) | Deutschland | 55,16 Sek. |
| 19    | Andreas Heilinger (Köln)   | Deutschland |            |

##### Einer-Kajak Frauen
| Platz | Land                              | Sportler               | Zeit         |
| ----- | --------------------------------- | ---------------------- | ------------ |
| 1     | Hannah Brown                      | Vereinigtes Königreich | 58,92 Sek.   |
| 2     | Manon Hostens                     | Frankreich             | 0:44,08 Min. |
| 3     | Melanie Mathys                    | Schweiz                | 59,14 Sek.   |
| -     | -                                 | -                      | -            |
| 5     | Alke Overbeck (Braunschweig)      | Deutschland            | 60,06 Sek.   |
| 13    | Sabine Füsser (Augsburg/Siegburg) | Deutschland            |              |
| 14    | Jil-Sophie Eckert (Fulda/Hamburg) | Deutschland            |              |
| 16    | Annika Gierenz (Köln)             | Deutschland            |              |

##### Einer-Canadier Männer
| Platz | Land                          | Sportler    | Zeit       |
| ----- | ----------------------------- | ----------- | ---------- |
| 1     | Ondřej Rolenc                 | Tschechien  | 58,19 Sek. |
| 2     | Normen Weber (Augsburg/Brühl) | Deutschland | 58,52 Sek. |
| 3     | Vladimir Slanina              | Tschechien  | 58,55 Sek. |
| -     | -                             | -           | -          |
| 13    | Tim Heilinger (Köln)          | Deutschland |            |
| 20    | Janosch Sülzer (Brühl)        | Deutschland |            |

##### Einer-Canadier Frauen
| Platz | Land                     | Sportler    | Zeit       |
| ----- | ------------------------ | ----------- | ---------- |
| 1     | Martina Satková          | Tschechien  | 67,45 Sek. |
| 2     | Manon Durand             | Frankreich  | 68,30 Sek. |
| 3     | Cindy Coat               | Frankreich  | 68,93 Sek. |
| -     | -                        | -           | -          |
| 8     | Sabrina Barm (Augsburg/) | Deutschland | 70,52 Sek. |

##### Zweier-Canadier Männer
| Platz | Land                                         | Sportler    | Zeit       |
| ----- | -------------------------------------------- | ----------- | ---------- |
| 1     | Quentin Dazeur / Stéphane Santamaria         | Frankreich  | 56,78 Sek. |
| 2     | Peter Znidarsic / Luka Zganjar               | Slowenien   | 57,19 Sek. |
| 3     | Tony Debray / Louis Lapointe                 | Frankreich  | 57,56 Sek. |
| –     | –                                            | –           | –          |
| 6     | René Brücker / Normen Weber (Brühl/Augsburg) | Deutschland | 59,43 Sek. |
| 14    | Tobias Trzoska / Maik Schmitz (Bonn/Köln)    | Deutschland |            |

##### Zweier-Canadier Frauen
| Platz | Land                                   | Sportler | Zeit       |
| ----- | -------------------------------------- | -------- | ---------- |
| 1     | Barbora Kortisova / Katarina Kopunova  | Slowakei | 68,63 Sek. |
| 2     | Marlene Ricciardi / Valentina Razzauti | Italien  | 68,64 Sek. |
| 3     | Kristian Petrovic / Milica Kostov      | Serbien  | 70,29 Sek. |

#### Teamwettbewerbe

##### Einer-Kajak Männer
| Platz | Land        | Sportler                                          | Zeit       |
| ----- | ----------- | ------------------------------------------------- | ---------- |
| 1     | Slowenien   | N. Znidarcic / V. Debeljak / A. Urankar           | 54,92 Sek. |
| 2     | Frankreich  | P. Graton / G. Guyonnet / M. Barouh               | 55,15 Sek. |
| 3     | Italien     | F. Urbani / D. Maccagnan / M. Bifano              | 56,76 Sek. |
| 4     | Deutschland | Yannic Lemmen / Björn Beerschwenger / Tobias Bong | 57,33 Sek. |

##### Einer-Kajak Frauen
| Platz | Land        | Sportler                                          | Zeit        |
| ----- | ----------- | ------------------------------------------------- | ----------- |
| 1     | Frankreich  | C. Bren / M. Hostens / P. Dupras                  | 61,85 Sek.  |
| 2     | Italien     | C. Bonaccorsi / G. Formenton / M. Rosa            | 62,52 Sek.  |
| 3     | Tschechien  | A. Paloudova / T. Brozova / M. Satková            | 62,80 Sek.  |
| 4     | Deutschland | Alke Overbeck / Sabine Füsser / Jil-Sophie Eckert | 6,3,69 Sek. |

##### Einer-Canadier Männer
| Platz | Land        | Sportler                                      | Zeit       |
| ----- | ----------- | --------------------------------------------- | ---------- |
| 1     | Tschechien  | O. Rolenc / V. Slanina / A. Hales             | 60,73 Sek. |
| 2     | Frankreich  | Q. Dazeur / S. Santamaria / L. Lapointe       | 61,09 s    |
| 3     | Kroatien    | I. Gojic / E. Milihram / L. Obadic            | 62,67 Sek. |
| -     | -           | -                                             | -          |
| 6     | Deutschland | Normen Weber / Tim Heilinger / Janosch Sülzer | 63,40 Sek. |

##### Zweier-Canadier Männer
| Platz | Land        | Sportler                                                               | Zeit       |
| ----- | ----------- | ---------------------------------------------------------------------- | ---------- |
| 1     | Frankreich  | A. Leduc/L. Zouggari / T. Debray/L. Lapointe / S. Santamaria/Q. Dazeur | 59,28 Sek. |
| 2     | Kroatien    | R. Korpes/A. Marinic / E. Milihram/J. Zonjic / L. Obadic/I. Tolic      | 61,00 Sek. |
| 3     | Deutschland | R. Brücker/N. Weber / T. Trzoska/M. Schmitz / G. Simon/T. Heilinger    | 61,20 Sek. |

## Nationenwertung

### Classic
| Platz  | Land        | Gold | Silber | Bronze | Gesamt |
| ------ | ----------- | ---- | ------ | ------ | ------ |
| 1      | Tschechien  | 5    | 1      | 1      | 7      |
| 2      | Frankreich  | 2    | 2      | 3      | 7      |
| 3      | Deutschland | 1    | 5      | 1      | 7      |
| 4      | Belgien     | 1    | -      | 1      | 2      |
| 5      | Kroatien    | 1    | -      | -      | 1      |
| 6      | Slowenien   | -    | 1      | 1      | 2      |
|        | Italien     | -    | 1      | 1      | 2      |
| 8      | Schweiz     | -    | -      | 1      | 1      |
|        | Slowakei    | -    | -      | 1      | 1      |
| Gesamt | Gesamt      | 10   | 10     | 10     | 30     |

#### Classic-Einzel
| Platz  | Land        | Gold | Silber | Bronze | Gesamt |
| ------ | ----------- | ---- | ------ | ------ | ------ |
| 1      | Frankreich  | 2    | 1      | 1      | 4      |
|        | Tschechien  | 2    | 1      | 1      | 5      |
| 3      | Belgien     | 1    | -      | -      | 1      |
|        | Kroatien    | 1    | -      | -      | 1      |
| 5      | Deutschland | -    | 3      | -      | 3      |
| 6      | Italien     | -    | 1      | 1      | 2      |
| 7      | Schweiz     | -    | -      | 1      | 1      |
|        | Slowenien   | -    | -      | 1      | 1      |
|        | Slowakei    | -    | -      | 1      | 1      |
| Gesamt | Gesamt      | 6    | 6      | 6      | 18     |

#### Classic-Mannschaft
| Platz  | Land        | Gold | Silber | Bronze | Gesamt |
| ------ | ----------- | ---- | ------ | ------ | ------ |
| 1      | Tschechien  | 3    | -      | -      | 3      |
| 2      | Deutschland | 1    | 2      | 1      | 4      |
| 3      | Frankreich  | -    | 1      | 2      | 3      |
| 4      | Slowenien   | -    | 1      | -      | 1      |
| 5      | Belgien     | -    | -      | 1      | 1      |
| Gesamt | Gesamt      | 4    | 4      | 4      | 12     |

### Sprint
| Platz  | Land                   | Gold | Silber | Bronze | Gesamt |
| ------ | ---------------------- | ---- | ------ | ------ | ------ |
| 1      | Frankreich             | 3    | 5      | 2      | 10     |
| 2      | Tschechien             | 3    | -      | 2      | 5      |
| 3      | Slowenien              | 1    | 1      | 1      | 3      |
| 4      | Belgien                | 1    | -      | -      | 1      |
|        | Vereinigtes Königreich | 1    | -      | -      | 1      |
|        | Slowakei               | 1    | -      | -      | 1      |
| 7      | Italien                | -    | 2      | 1      | 3      |
| 8      | Deutschland            | -    | 1      | 1      | 2      |
|        | Kroatien               | -    | 1      | 1      | 2      |
| 10     | Schweiz                | -    | -      | 1      | 1      |
|        | Serbien                | -    | -      | 1      | 1      |
| Gesamt | Gesamt                 | 10   | 10     | 10     | 30     |

#### Sprint-Einzel
| Platz  | Land                   | Gold | Silber | Bronze | Gesamt |
| ------ | ---------------------- | ---- | ------ | ------ | ------ |
| 1      | Tschechien             | 2    | -      | 1      | 3      |
| 2      | Frankreich             | 1    | 3      | 2      | 6      |
| 3      | Belgien                | 1    | -      | -      | 1      |
|        | Vereinigtes Königreich | 1    | -      | -      | 1      |
|        | Slowakei               | 1    | -      | -      | 1      |
| 6      | Slowenien              | -    | 1      | 1      | 2      |
| 7      | Deutschland            | -    | 1      | -      | 1      |
|        | Italien                | -    | 1      | -      | 1      |
|        | Schweiz                | -    | -      | 1      | 1      |
|        | Serbien                | -    | -      | 1      | 1      |
| Gesamt | Gesamt                 | 6    | 6      | 6      | 18     |

#### Sprint-Mannschaft
| Platz  | Land        | Gold | Silber | Bronze | Gesamt |
| ------ | ----------- | ---- | ------ | ------ | ------ |
| 1      | Frankreich  | 2    | 2      | -      | 4      |
| 2      | Tschechien  | 1    | -      | 1      | 2      |
| 3      | Slowenien   | 1    | -      | -      | 1      |
| 4      | Italien     | -    | 1      | 1      | 2      |
|        | Kroatien    | -    | 1      | 1      | 2      |
| 6      | Deutschland | -    | -      | 1      | 1      |
| Gesamt | Gesamt      | 4    | 4      | 4      | 12     |

### Gesamt
| Platz  | Land                   | Gold | Silber | Bronze | Gesamt |
| ------ | ---------------------- | ---- | ------ | ------ | ------ |
| 1      | Tschechien             | 8    | 1      | 3      | 11     |
| 2      | Frankreich             | 5    | 7      | 5      | 17     |
| 3      | Belgien                | 2    | -      | 1      | 3      |
| 4      | Deutschland            | 1    | 6      | 2      | 9      |
| 5      | Slowenien              | 1    | 2      | 2      | 5      |
| 6      | Kroatien               | 1    | 1      | 1      | 3      |
| 7      | Slowakei               | 1    | -      | 1      | 2      |
| 8      | Vereinigtes Königreich | 1    | -      | -      | 1      |
| 9      | Italien                | -    | 3      | 2      | 5      |
| 10     | Schweiz                | -    | -      | 2      | 2      |
| 11     | Serbien                | -    | -      | 1      | 1      |
| Gesamt | Gesamt                 | 20   | 20     | 20     | 60     |

Im Einzelnen wurden folgende Ergebnisse erzielt.